# Przewodniczący rządu Azorów
Urząd Przewodniczącego Rządu Regionalnego Azorów utworzono po nadaniu regionowi autonomii w 1976.
| Osoba                          | Osoba                                 | Osoba                        | Kadencja                     | Kadencja                     | Partia polityczna            |                              |
| #                              | Imię i Nazwisko                       | Portret                      | Od                           | Do                           | Partia polityczna            |                              |
| Junta Regionalna (1975–1976)   | Junta Regionalna (1975–1976)          | Junta Regionalna (1975–1976) | Junta Regionalna (1975–1976) | Junta Regionalna (1975–1976) | Junta Regionalna (1975–1976) | Junta Regionalna (1975–1976) |
| ------------------------------ | ------------------------------------- | ---------------------------- | ---------------------------- | ---------------------------- | ---------------------------- | ---------------------------- |
| -                              | Altino Pinto de Magalhães (1922–2019) |                              | 27 sierpnia 1975             | 8 września 1976              | MFA                          |                              |
| Rząd regionalny (1976–obecnie) |                                       |                              |                              |                              |                              |                              |
| 1                              | João Bosco Mota Amaral (1943–)        |                              | 8 września 1976              | 20 października 1980         | Partia Socjaldemokratyczna   |                              |
| 1                              | João Bosco Mota Amaral (1943–)        | 20 października 1980         | 8 listopada 1984             |                              | Partia Socjaldemokratyczna   |                              |
| 1                              | João Bosco Mota Amaral (1943–)        | 8 listopada 1984             | 30 listopada 1988            |                              | Partia Socjaldemokratyczna   |                              |
| 1                              | João Bosco Mota Amaral (1943–)        | 30 listopada 1988            | 28 października 1992         |                              | Partia Socjaldemokratyczna   |                              |
| 1                              | João Bosco Mota Amaral (1943–)        | 28 października 1992         | 20 października 1995         |                              | Partia Socjaldemokratyczna   |                              |
| 2                              | Alberto Madruga da Costa (1940–)      |                              | 20 października 1995         | 9 listopada 1996             | Partia Socjaldemokratyczna   |                              |
| 3                              | Carlos César (1956–)                  |                              | 9 listopada 1996             | 15 listopada 2000            | Partia Socjalistyczna        |                              |
| 3                              | Carlos César (1956–)                  | 15 listopada 2000            | 16 listopada 2004            |                              | Partia Socjalistyczna        |                              |
| 3                              | Carlos César (1956–)                  | 2004                         | 2008                         |                              | Partia Socjalistyczna        |                              |
| 3                              | Carlos César (1956–)                  | 2008                         | 6 listopada 2012             |                              | Partia Socjalistyczna        |                              |
| 4                              | Vasco Cordeiro (1973–)                |                              | 6 listopada 2012             | 24 listopada 2020            | Partia Socjalistyczna        |                              |
| 5                              | José Manuel Bolieiro (1965–)          |                              | 24 listopada 2020            | nadal                        | Partia Socjaldemokratyczna   |                              |